# Gaétan Therrien

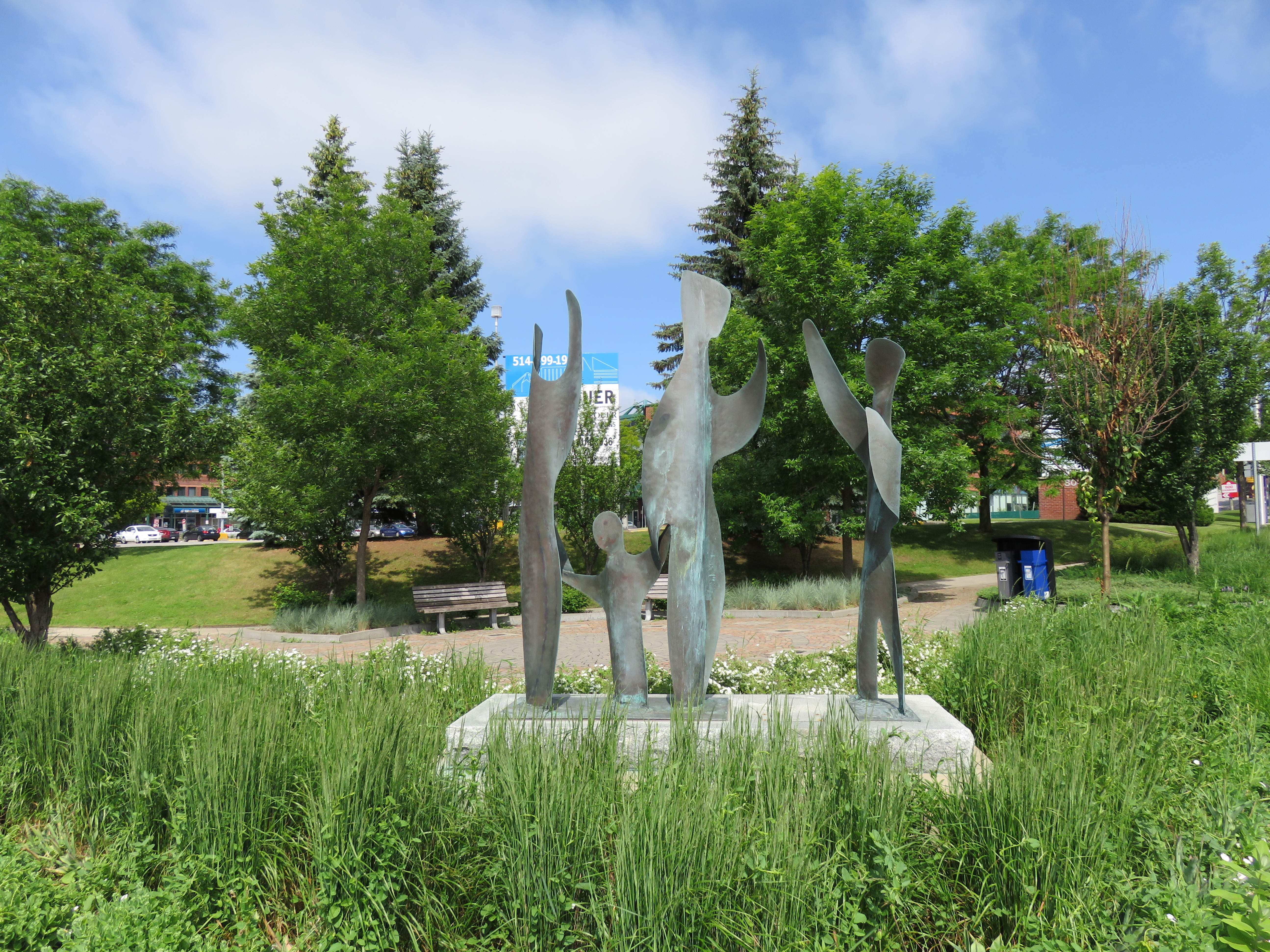
Les Visiteurs, de Gaëtan Therrien (2004)

Gaétan Therrien, né le 20 avril 1927 à Drummondville et mort le 27 février 2005 à Sainte-Rose est un sculpteur québécois.

## Biographie
Dès 1947, Alfred Laliberté initie l'artiste à la sculpture. Gaétan Therrien obtient son diplôme de l'École des beaux-arts de Montréal (sculpture). En 1952-1953, il séjourne à Paris où il travaille avec Ossip Zadkine pour «La Ville en ruine» de Rotterdam. Il est influencé par le sculpteur Henri Charlier. Dès son retour au Canada, il ouvre un atelier à Montréal et un deuxième à Sainte-Rose. Il collabore pendant plus de vingt ans (1948-1968) avec la sculptrice Sylvia Daoust.

## Musées et collections
- Musée d'art de Joliette
- Musée national des beaux-arts du Québec[4]